# Église Saint-Pierre-et-Saint-Paul de Rotimlja
Pour les articles homonymes, voir Église Saint-Pierre-et-Saint-Paul.
L'église Saint-Pierre-et-Saint-Paul de Rotimlja est située en Bosnie-Herzégovine, sur le territoire du village de Rotimlja et dans la municipalité de Stolac. Elle est inscrite sur la liste provisoire des monuments nationaux de Bosnie-Herzégovine.